# 고위 관리직
고위 관리직(Senior management), 임원진, 또는 상위 관리직은 조직의 경영 최고 수준에 있는 직업으로, 때로는 회사나 코퍼레이션을 매일 관리하는 업무를 수행하는 개인들이 담당한다.

## 개요
임원진은 이사회 및 주주의 권한에 의해 위임된 경영진 권한을 갖는다. 일반적으로 이사회와 회사 소유주(주주)와 같은 더 높은 수준의 책임이 존재하지만, 이들은 사업의 일상적인 활동보다는 고위 또는 임원진 관리에 중점을 둔다. 임원진은 일반적으로 기업의 제품 및 지리적 단위의 책임자와 최고재무관리자, 최고운영책임자, 최고전략책임자와 같은 기능별 임원들로 구성된다. 프로젝트 관리에서 고위 관리직은 프로젝트 자금 조달을 승인한다.
고위 관리직은 기업 내에서 임원진, 최고 경영진, 상위 관리직, 상급 관리직 또는 단순히 선임으로 불리기도 한다.

## 최고 경영진
최고 경영진은 일반적으로 회사의 최고 관리자 중 일부로 구성되는 특정 형태를 말한다. 그러나 조직의 최고 경영진이 무엇인지에 대한 명확한 정의는 없다. 이는 최고경영자(CEO)에 의해 특정 업무를 수행하기 위해 구성된다. 이 업무를 수행함에 있어, 다른 유형의 팀보다 훨씬 높은 책임과 자율성을 가진다.
가능한 업무는 다음과 같다:
- 조직이 적응할 수 있는 적절한 전략의 구현에 대한 책임을 짐으로써 조직이 효과적이고 성공적임을 보장한다.
- 이해관계자들의 요구를 효과적으로 관리한다.
- 효과성과 성공을 구성하는 요소에 대한 명확한 정의를 제시한다.
- 전략의 구현과 성공을 위한 자원 배분을 보장한다.
- 자신들의 행동이 조직의 전반적인 목표와 관련이 있는지 검토한다.

최고 경영진이 구성되고 팀으로 함께 일하는 방식은 다른 팀과 크게 다를 수 있다. 이는 주로 최고 관리자들이 개인으로서 성공했으며, 이는 종종 공유된 목표를 위해 상호 의존적으로 일하기보다는 기능적 팀 목표에 집중하는 경향으로 이어진다는 사실에 기반한다. 최고 경영진은 회사의 다른 기능 영역에서 온 최고 관리자들로 구성되므로, 일반적으로 다른 전문 분야를 가지고 있다. 팀의 다양성과 이질성은 협동에 긍정적인 영향을 미칠 수 있다. 그럼에도 불구하고, 서로 다른 의견과 관점을 소중히 여기지 않는 것과 같은 팀으로서 극복해야 할 부정적인 영향도 있다. 가치를 인정하는 행동을 모범으로 보이고 팀이 명확한 목적과 목표를 모두 갖도록 보장하는 CEO가 바로 그러한 역할을 할 수 있다. 이는 또한 팀원들이 차이점보다는 공유된 목표에 더 집중하게 함으로써 사회적 분류 효과를 줄인다.
업무 과정에서의 정보 교환은 최고 경영진에게 다른 모든 종류의 팀에게와 마찬가지로 중요하다. 효과적으로 일하기 위해서는 팀이 의사소통하고, 정보를 공유하고, 목표를 설정하고, 피드백을 주고, 갈등을 관리하고, 공동 계획 및 업무 조정을 수행하며, 협력적으로 문제를 해결하는 방법을 이해해야 한다. CEO는 팀이 그렇게 할 수 있도록 하는 데 핵심적인 역할을 한다. CEO는 팀을 코칭하고 그들의 작업을 되돌아보는 책임을 져야 한다. 2005년 연구에서 Simsek과 동료들은 특히 CEO의 집단주의적 지향이 팀워크 행동에 긍정적인 영향을 미친다는 것을 발견했다. 집단주의적 지향은 CEO가 자신의 개인적인 이익을 그룹의 이익과 목표에 종속시키고, 팀 내에서 공유와 협력을 강조하며, 전략적 정보 수집, 처리, 해석과 같은 업무 관련 팀워크 프로세스를 향상시킨다는 것을 의미한다. 이는 Hambrick (1994)이 개발한 행동 통합이라는 프로세스를 향상시킨다. 이는 여기서는 최고 경영진과 같은 그룹이 상호적이고 집단적인 상호작용에 참여하는 정도를 설명한다.
햄브릭은 이 개념을 세 부분으로 나누었다:
1. 팀 내 협력 행동 수준
2. 교환된 정보의 양과 질
3. 공동 의사 결정 강조

최고 경영진은 주로 개인주의적 견해와 강한 의견에서 비롯되는 여러 가지 어려움에 직면할 수 있다. 따라서 팀이 이러한 갈등을 해결하고, 안전의 분위기를 조성하며, 그들의 비전과 사명을 염두에 두고 자신과 조직을 위한 적절한 작업 환경을 구축하는 것이 매우 중요하다.

## 같이 보기
- 경영대학원
- 직함
- 경영자 교육
- 직선 관리
- 중급관리직